# ITF Women's La Marsa 2012
L'ITF Women's La Marsa 2012 è stato un torneo di tennis facente parte della categoria ITF Women's Circuit nell'ambito dell'ITF Women's Circuit 2012. Il torneo si è giocato a La Marsa in Tunisia dal 19 al 25 marzo 2012 su campi in terra rossa e aveva un montepremi di $25,000.

## Vincitori

### Singolare
Elina Svitolina ha battuto in finale  Isabella Šinikova con il punteggio di 7–6(4), 7–6(5)

### Doppio
Ulrikke Eikeri /  Isabella Šinikova hanno battuto in finale  Mervana Jugić-Salkić /  Sandra Klemenschits con il punteggio di 6–3, 6–4